# 西昌白鱼
西昌白鱼为輻鰭魚綱鯉形目鯝科白鱼属的鱼类，是中国的特有物种。分布于普渡河等，體長可達27.3公分，棲息在河川底中層水域，生活習性不明。该物种的模式产地在西昌。

## 亚种
部分分類有細分以下亞種：
- 雅礱白魚（Anabarilius liui yalongensis）
- 宜良白魚（Anabarilius liui yiliangensis）：He et Liu于1983年命名，是中国的特有物种。分布于南盘江及其附属水体等，一般生活于喜在流水环境水体的中上层。该物种的模式产地在南盘江。[3]
- 程海白魚（Anabarilius liui chenghaiensis）